# نیروانا
نیروانا یا نیروانه (سانسکریت: निर्वाण; پالی: निब्बान nibbāna ; پراکریت: णिव्वाण) واژه ای در زبان باستانی سانسکریت است که در بودیسم برای توصیف آنچه عمق آرامش ذهن در نتیجه اکتساب موکشه می‌نامند به کار می‌رود. بوداییان بر این باورند که هیچ‌کس نمی تواند نیروانا را تشریح کند و نمی‌توان آن را با هیچ شرح و بیانی به کلام درآورد.
بودا، «نیروانا» را به صورت‌های متعددی تعریف کرده‌است به صورت شادی عظیم، صلح و آرامش، فناناپذیری، بدون شکل و قالب، آنسوی زمین، آنسوی آب، آنسوی آتش، آنسوی هوا، آنسوی خورشید و ماه، پایان‌ناپذیر و بیکران و همچنین رهایی از درگیری و منی و ریشه کن کردن حرص و طمع، کینه و دشمنی و فریب و تمامی خصوصیات نازیبا، به عبارت دیگر نیروانا پاکی محض و آرامش مطلق است.

## معنای نیروانا

### در لغت
نیروانا در لغت به معنی «به کمال و سلوک رسیدن » است.

### در اصطلاح
تعریف امروزی نیروانا: بُعدی از زندگانی که در آن جا هیچ زمان و مکانی وجود ندارد. در ضمن نیروانا به معنی رهایی از خود و نیز کارما و چرخۀ مرگ و زندگی و درد و به نوعی خدایی است..